# The Whole Town's Talking
The Whole Town's Talking is een Amerikaanse filmkomedie uit 1935 onder regie van John Ford. Het scenario is gebaseerd op de novelle Jail Breaker (1932) van de Amerikaanse auteur W.R. Burnett. De film werd destijds in Nederland uitgebracht onder de titel Het dubbele paspoort.

## Verhaal
Arthur Ferguson Jones is een brave burger, die al twee druppels water lijkt op de misdadiger Mannion. Nadat hij bij vergissing is gearresteerd, geeft de politie hem een dubbel paspoort dat hem moet behoeden voor zulke voorvallen. Als Mannion daar lucht van krijgt, tracht hij zelf aan die papieren te komen.

## Rolverdeling
| Acteur             | Personage             |
| ------------------ | --------------------- |
| Edward G. Robinson | Arthur Ferguson Jones |
| Jean Arthur        | Juffrouw Clark        |
| Arthur Hohl        | Rechercheur Boyle     |
| James Donlan       | Rechercheur Howe      |
| Arthur Byron       | Spencer               |
| Wallace Ford       | Healy                 |
| Donald Meek        | Hoyt                  |
| Etienne Girardot   | Seaver                |
| Edward Brophy      | Martin                |
| Paul Harvey        | Carpenter             |